# Calà del Sasso
Pour les articles homonymes, voir Cala.
La Calà del Sasso (en français; descente du Sasso) est le nom d'un ouvrage de circulation en gradin formé de 4 444 marches qui relie la commune de Valstagna en aval, à la frazione Sasso en amont, dans l'Altopiano dei Sette Comuni de la province de Vicence en Vénétie.
Avec un dénivelé de 810 mètres sur une longueur de 2,5 km et construit en pierre calcaire, c'est le plus grand ouvrage d'art de ce genre dans le monde.

## Historique
Réalisée au XIVe siècle sous l'autorité de Gian Galeazzo Visconti, elle est principalement exploitée par les Vénitiens du XVe au XVIIIe siècle pour approvisionner en bois les chantiers navals de l'arsenal de la Sérénissime. En effet, son parcours aménagé d'une large rigole   permettait de faire glisser les troncs d'arbre depuis Sasso jusqu'à Valstagna, puis par voie fluviale sur le Brenta, le bois était convoyé par flottage  jusqu'à Venise.
La calà perd de son intérêt comme principale voie de communication entre la plaine et l'Altopiano au XIXe et XXe siècles, quand sont réalisées la route carrossable en 1850 et la voie ferroviaire en 1909.
Jusqu'à une époque relativement récente la calà a été utilisé par les autochtones comme chemin muletier. L'inondation dévastatrice de 1966, précédée probablement d'un manque d'entretien adapté, provoqua l'épierrement de plusieurs parties de son tracé.
Le site revalorisé, aujourd'hui, la calà attire maints curieux ainsi que de nombreux randonneurs adeptes du trekking.